# 黒ん坊切景秀
黒ん坊切景秀（くろんぼきりかげひで）は、鎌倉時代に作られたとされる日本刀（太刀）である。日本の重要文化財に指定されており、大阪府の個人が収蔵している。鞍切り景秀とも呼称される。

## 概要
鎌倉時代に活躍していた備前長船景秀によって作られた太刀である。景秀は備前国長船派の祖とされている光忠の実弟とされており、その作風は焼き幅の広狭が著しく、尖り刃を交えて飛焼や鎬（しのぎ）にかかるほど刃文を焼くなど激しいものが多い。本作以外の他の在銘作も同様の出来となっていることから、景秀の作風は”すすどしい”として表現されている。なお、景秀は他の長船派の作刀とは明らかに異なるほどの大きな銘の切り方をする点や丁子乱れの出入りが激しいことから、長船派ではなく一文字派の刀工ではないかとも言われている。
本作は元々伊達家重臣である石川家の重宝であったとされており、伊達政宗が文禄・慶長の役で朝鮮に出兵していた際には本作を帯びて戦っていたとされている。その際に加藤清正へ本作を貸して牛ほどの大きさもある大男を試斬させたところ、土壇から5，6寸（約15.2センチメートルから18.2センチメートル程度）まで切れ込む大物切れをしたとされている。なお、『仙台士鑑』にも同様の逸話が以下の通り示されている。
なお、伊達家の『御刀剣記』には、斬った大男のことを「さる身と云うもの」と記されている。刀剣研究家の福永酔剣は、著書『日本刀大百科事典』において、当時の日本の武将たちは、韓国語で「人民」を意味する「サラミィ」が転訛して、韓人のことを「サルミ」と呼んでおり、「黒ん坊切」と名付けたのは色黒の大男であった「サルミ」を斬ったことに由来するものだと推測している。
ただ、上記の逸話だけでは「黒ん坊切」となった逸話が記されておらず、福永が著書『皇室・将軍家・大名家刀剣目録』にて「黒ん坊切」という名称の初出と考えられるものとして、本阿弥琳雅が1917年（大正6年）1月発行の雑誌『刀の研究』にて寄稿した一文によるものと指摘している。以下はその琳雅の寄稿文である。
この寄稿文を見ると、なぜその朝鮮人を黒ん坊と呼ぶのかは明記されておらず、事実誤認とみられる箇所や『仙台士鑑』などで記されている逸話とも細部の表現が異なる箇所がある。しかしながら、琳雅の寄稿文以前の文献には「黒ん坊切」という異名が見当たらないため、この寄稿文がこの異名の由来していることが分かる、と福永は指摘している。
その一方で異説もあり、刀剣研究家である佐藤寒山は、著書『武将と名刀』において、毛の黒ずんだ大猿が陣中に出没していたずらをするのを憎んで本作にて切り捨てたものだと推測している。その上で佐藤は、猿や猫のような動作が俊敏なものを切るには、余程の腕前がないと切り落とすことができない。そのため、よい刀であるというかよりかはむしろ切り手の腕前が余程良かったことを称えたものあろうとしており、政宗は景秀作の刀が名刀であることを示すとともに自身の腕前を自慢するために「黒ん坊切」と名付けた推察している。
いずれにしても長きにわたり伊達家へ伝来しており、1931年（昭和6年）1月19日には、伊達興宗伯爵名義にて国宝保存法に基づく国宝（旧国宝）に指定される。戦後までは伊達家に伝来しており、文化財保護法施行後は重要文化財に指定されていた。その後は伊達家を離れて1964年（昭和39年）時点では愛刀家で知られていた田口康昭が所持していた。

## 作風

### 刀身
刃長（はちょう、刃部分の長さ）は約73.0センチメートルであり、磨り上げ（太刀を元の大きさから短く仕立て直すこと）がおこなわれている。鍛えには、美しい地沸（じにえ、平地の部分に鋼の粒子が銀砂をまいたように細かくきらきらと輝いて見えるもの）があり、杢目（もくめ、木材の木目のような文様）に丁子乱れが派手に焼かれている。茎（なかご、柄に収まる手に持つ部分）には細鏨で大きく「景秀」と二字銘が入っている。